# Quinidio
Quinidio, in latino Quininus ma chiamato anche Quinis, Quiniz o Quinide (Vaison-la-Romaine, VI secolo – 15 febbraio 579), è stato un vescovo e santo franco.
Dal 556 al 575 fu vescovo di Vaison (dip. Vaucluse, regione Provenza-Alpi-Costa Azzurra).

## Biografia
Quinidio nacque a Vaison-la-Romaine verso il 500, in una famiglia nobile e cristiana; si narra che sua madre abbia fatto un giorno un pellegrinaggio ad Arles ove avrebbe inteso una voce che le annunciava che avrebbe avuto un figlio e che questi sarebbe poi diventato vescovo.
Ancora molto giovane egli si ritirò in un romitaggio a Tolone e poi nell'abbazia di Lerino ove studiò. Evangelizzò la Bassa Provenza, in particolare le zone di Brignoles, Besse-sur-Issole e Gonfaron, ove molte località portano il suo nome. La tradizione orale lo definisce uomo sapiente e pio.
Il vescovo di Vaison, Teodosio, lo chiamò presso di lui per farne il suo Arcidiacono. Egli lo rappresentò al concilio di Arles del 554 e fu consacrato vescovo nel 556 dall'arcivescovo di Arles Sapaudo. Ha fama di aver governato la sua diocesi con molta saggezza. Le sue virtù e la qualità delle sue prediche gli diedero una certa rinomanza e fu chiamato a partecipare ai concili di Parigi del 557 e del 573. 
Morì il 15 febbraio 579 e il suo corpo fu inumato sotto l'altar maggiore della cattedrale Notre-Dame-de-Nazareth di Vaison. Nel XIII secolo il vescovo Rambaud Flotte lo fece iscrivere nel catalogo dei santi per conto di papa Innocenzo III. La sua sepoltutra fu ritrovata nel corso dei lavori di restauro della cattedrale nel 1950.
È il santo patrono di Vaison-la-Romaine, di Gonfaron e della diocesi di Avignone.
La sua memoria liturgica cade il 15 febbraio.

## Luoghi e monumenti che portano il suo nome

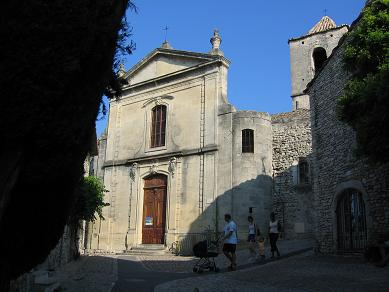
Chiesa di san Quinidio a Vaison

- Barre de Saint Quinis : Montagna del centro-Var, culminante a 585 metri.
- Cappella di San Quinidio di Vaison-la-Romaine : una cappella romanica situagta a Vaison-la-Romaine.
- Cattedrale di San Quinidio di Vaison-la-Romaine : una chiesa di Vaison-la-Romaine.
- Cappella di San Quinidio di Gonfaron : una cappella situata a Gonfaron, nel dipartimento del Var.
- Romitaggio di San Quinidio : un romitaggio situato nel comune di Camps-la-Source, nel dipartimento del Var.